# Tjalling Koopmans
Tjalling Koopmans   ('s-Graveland, 28 d'agost de 1910 - New Haven, 26 de febrer de 1985) fou un economista i professor universitari estatunidenc, d'origen neerlandès, guardonat amb el Premi del Banc de Suècia de Ciències Econòmiques en memòria d'Alfred Nobel l'any 1975.

## Biografia
Va néixer el 28 d'agost de 1910 a la ciutat de 's-Graveland, població situada a la província d'Holanda del Nord. El 1927 va iniciar els seus estudis de matemàtiques a la Universitat d'Utrecht, i el 1930 els canvià pels de física. El 1933 conegué Jan Tinbergen, futur Premi Nobel d'Economia, i es traslladà fins a la ciutat d'Amsterdam per estudiar econometria i estadística sota la seva direcció. Entre 1936 i 1938 fou professor d'economia a la Universitat de Rotterdam.
El 1940 es traslladà als Estats Units d'Amèrica, treballant a Washington DC i Chicago, ciutat on inicià la seva recerca econòmica a la Universitat de Chicago. El 1946 aconseguí la nacionalitat nord-americana i el 1955 es traslladà a la Universitat Yale.
Cosí de Simon van der Meer, Premi Nobel de Física l'any 1984, Koopmans morí el 26 de febrer de 1985 a la ciutat e New Haven, situada a l'estat nord-americà de Connecticut.
El seu treball amb el Mètode de Hartree-Fok, de la química quàntica, donà lloc al Teorema de Koopmans, que formulà el 1934.

## Recerca econòmica
Les seves primeres investigacions es van centrar en el desenvolupament i perfeccionament d'un sistema de mètodes per al tractament de la informació empírica. Posteriorment se centrà en el problema de l'assignació intemporal de recursos escassos i la maximització d'aquests en el temps.
El 1975 fou guardonat amb el Premi del Banc de Suècia de Ciències Econòmiques, juntament amb Leonid Kantoròvitx, per les seves recerques al voltant de l'econometria, especialment sobre la localització econòmica.